# Sveti Martin na Muri
Sveti Martin na Muri – wieś w Chorwacji, w żupanii medzimurskiej, w gminie Sveti Martin na Muri. W 2011 roku liczyła 435 mieszkańców.